# Megalomus elephiscus
Megalomus elephiscus är en insektsart som beskrevs av C.-k. Yang 1997. Megalomus elephiscus ingår i släktet Megalomus och familjen florsländor. Inga underarter finns listade i Catalogue of Life.